# Янчхон-хянгё
Янчхон-хянгё (кор. 양천향교) — единственная хянгё (конфуцианская школа-святилище) в Сеуле, Республика Корея.

## История
Янчхон-хянгё была построена в 1411 году, 11-й год правления короля Тхэджона, реконструировалась в 1981 году. Занесена в реестр памятников архитектурии Сеула под номером 8.

## Структура
Янчхон-хянгё состоят из ворот Весаммун (кор. 외삼문), ворот Нэсаммун (кор. 내삼문), зала Тэсонджон (кор. 대성전), посвященный корейским и китайским конфуцианским мудрецам и святым, лекционный зал Мённюндан (кор. 명륜당), где читались лекции, и общежития Тонджэ (кор. 동재) и Соджэ (кор. 서재) для учащихся.